# Superflat

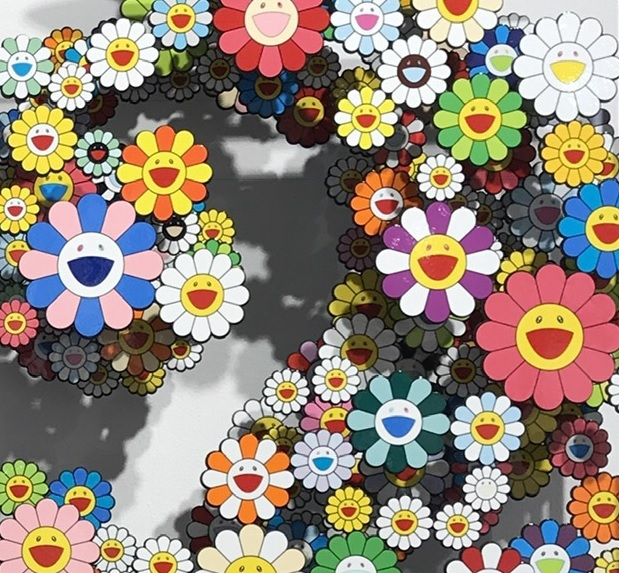
Una breve imagen del SUPERFLAT, creado e influenciado por el manga y el anime

El superflat (superplano) es un movimiento artístico posmoderno fundado por el artista Takashi Murakami, quien está influenciado por el manga y anime. Este movimiento provee una interpretación "exterior" a la cultura popular japonesa de la posguerra a través de los ojos de la subcultura otaku.
Además de Murakami, entre los artistas cuyos trabajos son considerados "superflat" se encuentran Chiho Aoshima, Mahomi Kunikata, Yoshitomo Nara, y Aya Takano. Además, algunos animadores de anime y algunos mangaka son considerados superflat, especialmente Kōji Morimoto (y la mayoría de los trabajos de su estudio Studio 4 °C), y el trabajo de Hitoshi Tomizawa, autor de Alien 9 y Milk Closet.
Murakami define el "Superflat" en términos generales, aunque los temas tocados son muy diversos. A menudo los trabajos hacen una mirada crítica al consumismo y el fetichismo sexual que prevaleció tras la occidentalización de la cultura japonesa tras la posguerra. Uno de los objetivos de crítica es el estilo loli-con, satirizado en trabajos como los de Henmaru Machino. Estos trabajos son una exploración de la sexualidad otaku mediante imágenes grotescas o distorsionadas. Otros trabajos están más relacionados con el Síndrome de Peter Pan (miedo a madurar). Por ejemplo, los trabajos de Yoshitomo Nara suelen incluir grafitis en obras de ukiyo-e japonés antiguo realizado de una manera infantil. Otros trabajos se enfocan en la estructura y los deseos subyacentes que abarcan la cultura otaku y la cultura de la posguerra japonesa en general.